# داس‌باکس
داس‌باکس (به انگلیسی: DOSBox) یک برابرساز است که کامپیوترهای سازگار با آی‌بی‌ام که سیستم‌عامل ام‌اس-داس را بر روی خود دارند، شبیه‌سازی می‌کند. بسیاری از کارت‌های گرافیک و صدای کامپوترهای سازگار با آی‌بی‌ام نیز برابرسازی شده‌اند؛ و این بدین معنی است که برنامه‌های ام‌اس-داس محیطی را در اختیار دارند که می‌توانند با استفاده از آن، روی اکثر رایانه‌های مدرن دارای سیستم‌عامل‌های گوناگون، به درستی اجرا شوند. داس‌باکس یک نرم‌افزار آزاد است که با زبان سی++ نوشته شده و تحت پروانه عمومی همگانی گنو منتشر گردیده است.
این شبیه‌ساز مشخصاً برای اجرای بازی‌های کامپیوتری قدیمی طراحی شده ولی قادر است برنامه‌های قدیمی ام‌اس-داس که به خاطر عدم سازگاری با سخت‌افزار کامپیوترهای مدرن، قابل اجرا نیستند را نیز اجرا کند.

## ویژگی‌ها
داس‌باکس یک برنامهٔ واسط خط فرمان (به انگلیسی: command-line) است؛ تنظیمات می‌توانند از طریق خطوط فرمان یا با ویرایش فایل متنی پیکربندی (به انگلیسی: configuration file) اعمال شوند.
از قابلیت‌های پیشرفتهٔ داس‌باکس در هنگام شبیه‌سازی ام‌اس-داس می‌توان به هارد درایوهای مجازی، شبکه همتا به همتا، ذخیرهٔ نماگرفت و ضبط ویدئو از صفحهٔ نمایش در هنگام شبیه‌سازی اشاره کرد.